# Volta a Llombardia 1988
La Volta a Llombardia 1988 fou la 82a edició de la clàssica ciclista Volta a Llombardia. La cursa es va disputar el diumenge 15 d'octubre de 1988, sobre un recorregut de 260 km. El vencedor final fou el francès Charly Mottet, que s'imposà en solitari en l'arribada a Milà.

## Classificació general
|    | Ciclista                 | Equip                | Temps     |
| -- | ------------------------ | -------------------- | --------- |
| 1  | Charly Mottet            | Systeme U-Gitane     | 6h 49' 05 |
| 2  | Gianni Bugno             | Chateau d'Ax-Salotti | + 1'40"   |
| 3  | Marino Lejarreta         | Caja Rural-Orbea     | + 1'45"   |
| 4  | Luc Roosen               | Roland-Colnago       | + 3'30"   |
| 5  | Tony Rominger            | Chateau d'Ax-Salotti | m. t.     |
| 6  | Luca Rota                | Del Tongo-Colnago    | m. t.     |
| 7  | Gianbattista Baronchelli | Pepsi-Cola-Fanini    | m. t.     |
| 8  | Davide Cassani           | Gewiss-Bianchi       | m. t.     |
| 9  | Claudio Chiappucci       | Carrera-Vagabond     | + 8'38"   |
| 10 | Martial Gayant           | Toshiba-Look         | m. t.     |